# Naht (Textiltechnik)

Herstellung einer französischen Naht in zwei Schritten

Eine Naht ist in der Textiltechnik die Verbindungsstelle zweier durch Nähen verbundener Teile. Dabei werden ein oder mehrere Fäden in Stichen vielfach wiederholt durch das Nähgut geführt, wobei die Fäden miteinander oder mit dem Nähgut verschlungen werden. Nähte spielen bei der Herstellung von Kleidung eine entscheidende Rolle. Es existieren auch fadenlose Stoffverbindungen wie Klebenähte und Schweißnähte, die nicht Thema dieses Artikels sind. 
Nahtverbindungen sind in der Regel flexibel, sehr stabil und belastbar, lassen sich aber vergleichsweise einfach durch Auftrennen wieder lösen oder korrigieren. Nähte können daher auch an Übergängen zwischen elastischem und unelastischem Gewebe eingesetzt werden. So können sie verschiedene Materialtypen, beispielsweise Leder mit Stoff oder Leder mit Blech verbinden.

## Nahtformen

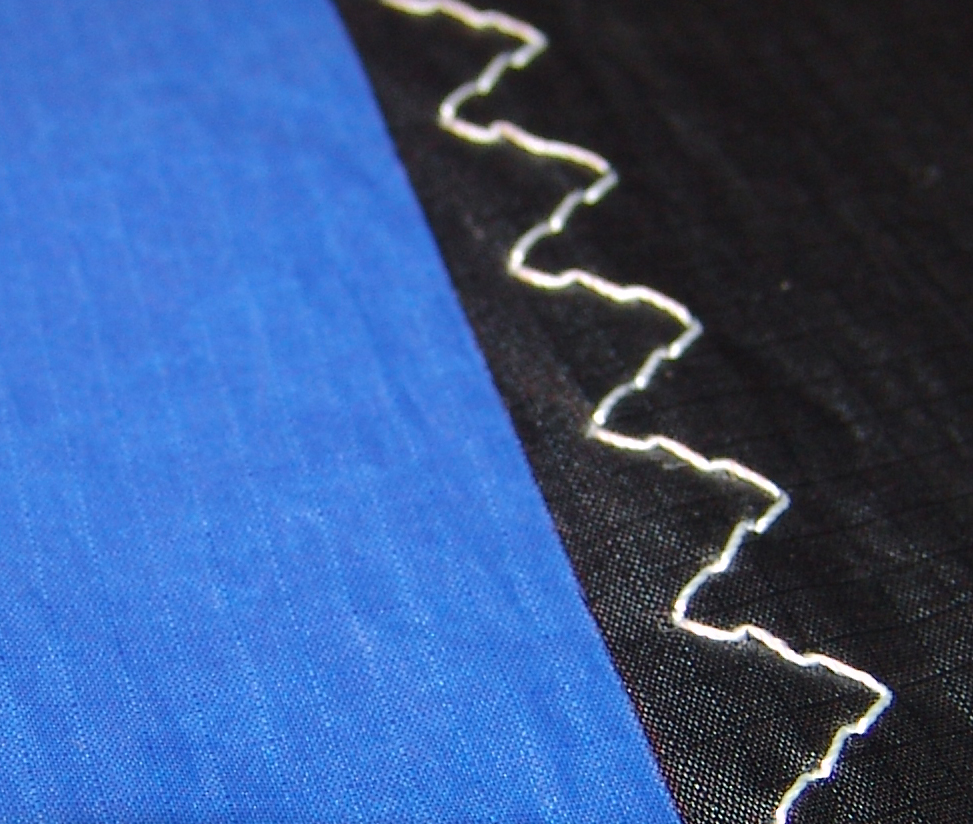
Dreifach Zickzack-Naht, überlappt durchgenäht

Aufgrund der zweidimensionalen Beschaffenheit des Stoffs lassen sich generell zwei Sorten von Nahtverbindungen unterscheiden: Überlappte Nähte und Stoß-an-Stoß-Nähte. Das überlappte Nähen wird auch als Durchnähen bezeichnet, das Stoß-an-Stoß-Nähen auch als Annähen. Das Durchnähen kann einfach oder mehrfach geschehen. Durch Einhalten lassen sich ungleich lange Stoffteile faltenlos zusammenfügen.

### Überlappte Nähte
Überlappt durchgenähte Nahtverbindungen entstehen, wenn der Stoff überlappend gelegt und dann mit dem Faden „durchgenäht“ wird. Sie sind grundsätzlich haltbarer als Stoß-an-Stoß-Konstruktionen und auch meist einfacher herstellbar. Ihre Haltbarkeit kann durch die Überlappungsbreite und Anzahl der Überlappungen sowie die Anzahl der Nahtlinien und Stiche erhöht werden, wobei Fadenspannung und Garnstärke wesentliche Einflussgrößen sind. Allerdings sind sie an den Verbindungsstellen dicker als die zu verbindenden Teile, was sich störend bemerkbar machen kann. Die klassische doppelt überlappte, besonders haltbare Naht ist z. B. bei Hosen die seitliche Kappnaht, die doppelt ineinander eingeschlagen konstruiert wird. Durch das jeweilige Einschlagen der Stoffenden sind die Kanten geschützt und das Umlegen eines Stoffes verhindert die Möglichkeit, Fäden aus dem Stoffverbund herausziehen zu können.

### Stoß-an-Stoß-Nähte
Stoß-an-Stoß-Nahtkonstruktionen erzeugen Flachnähte und zeichnen sich durch ihre geringe Nahtdicke aus. Sie gelten daher als besonders hochwertig. Hier kommen meist Mehrnadelmaschinen mit Oberlegefaden und kleinen Stichlängen zum Einsatz. Die Führung des Nähgutes muss präzise sein, da der Abstand der Nahtlinien zum Stoffende von entscheidender Bedeutung ist. Bei dünnem, einflächigem Gestrick, das keine stabile Kante zum Führen entlang eines Mittelkantenführers aufweist, werden oft beide Stoffenden während des Nähvorganges von einer Kantenbeschneideinrichtung beschnitten, um die Schnittkanten präzise nähen zu können.
Eine Sonderform der Flachnaht ist die Scharniernaht. Sie wird überlappt genäht, hierbei jedoch die Fadenmenge so genau eingebracht, dass sie „aufgeklappt“ keine Überlappung mehr aufweist.

### Weitere Nahtformen
Einige charakteristische Nahtformen sind
- Wiener Naht an Blusen und Jacken
- Salzburger Teller an Lederhosen
- Grochet an Sakkos, Mänteln und Damenjacken
- Biese (Kleidung)
- Saum (Textil)

## Arten von Nähten
Nähte werden je nach Anwendungsfall und Materialeigenschaften oder Optik in vielen unterschiedlichen Arten hergestellt. Die folgende Auflistung verschiedener Hand- und Maschinennähte ist nicht vollständig:
- einfache Naht
- Flatlocknaht
- Französische Naht
- Kappnaht (auch Platt- oder Jeansnaht)
- Ketteln
- Paspelnaht
- Scharniernaht
- Sicherheitsnaht[1]
- Spiegelnaht[1]
- Überdecknaht[1]
- Überwendlingnaht[2] (auch Overlocknaht)[3]
- Verzugsnaht
- Zickzack-Naht[1]

## Kürschnernähte
In der Kürschnerei werden unter anderem die folgenden Ledernähte hergestellt: Auftrittsnaht, polnische Naht, polnische Zackennaht, Stoßnaht, Verdichtungsnaht.

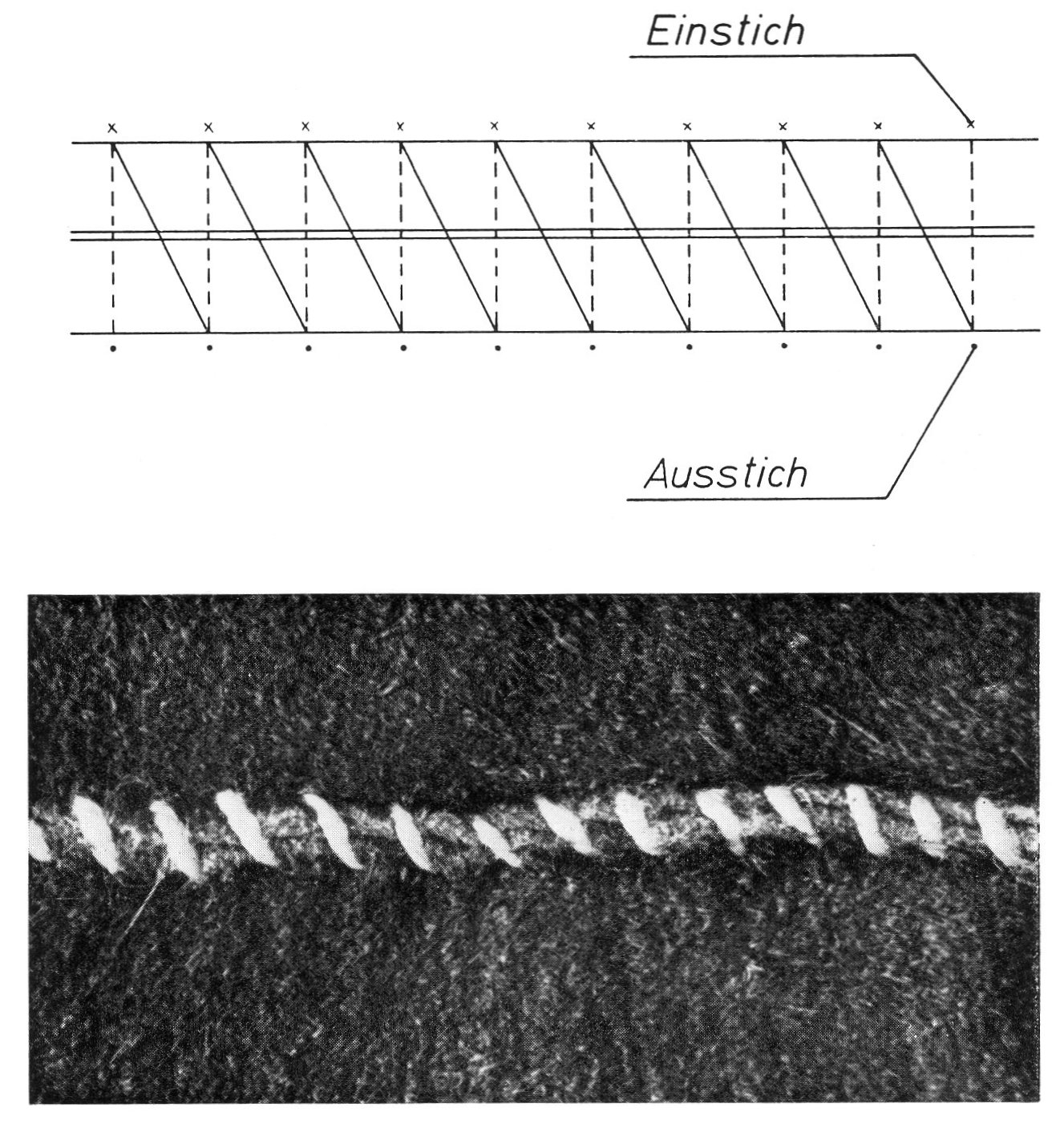
Überwendliche Naht
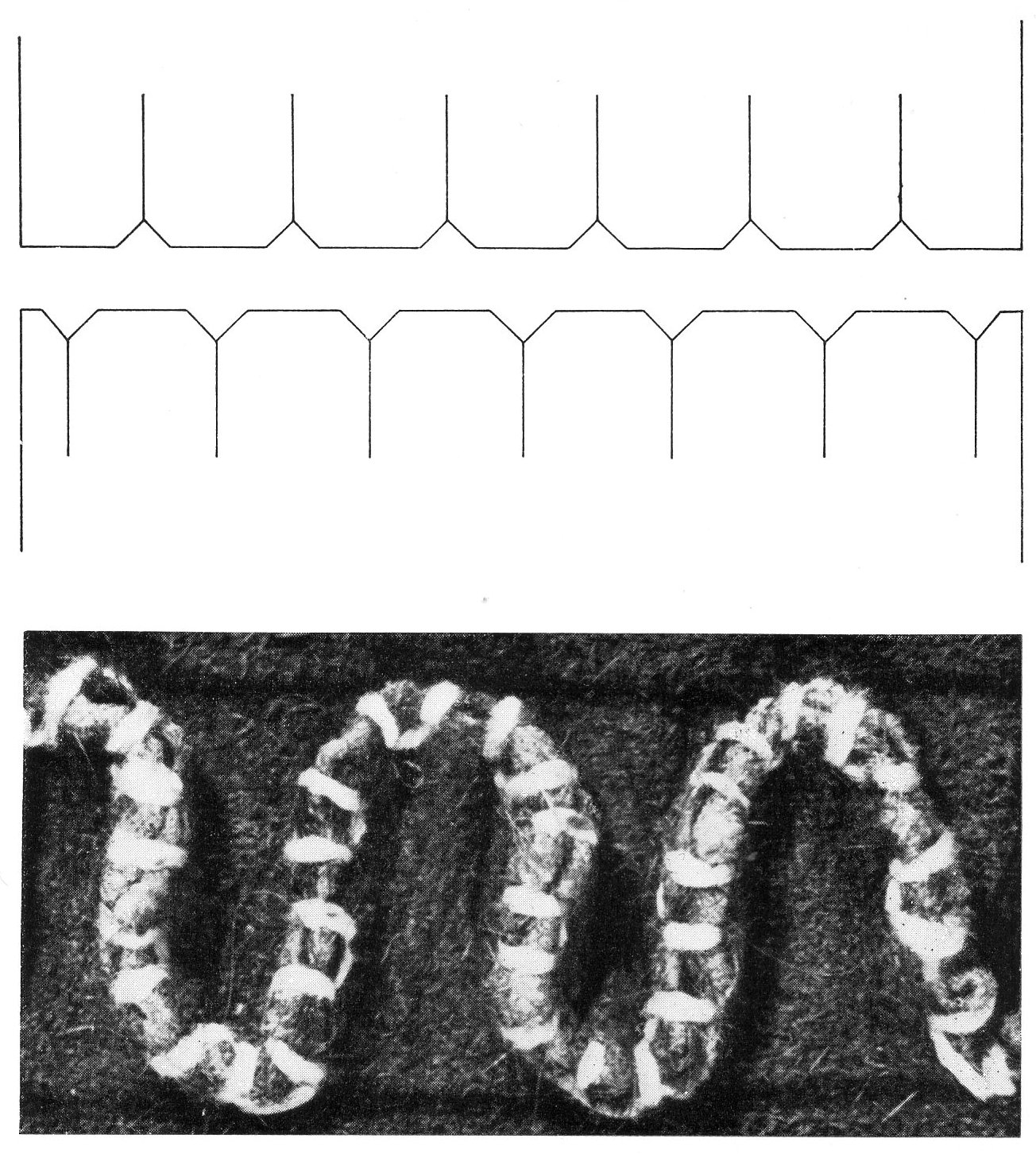
Polnische Zackennaht
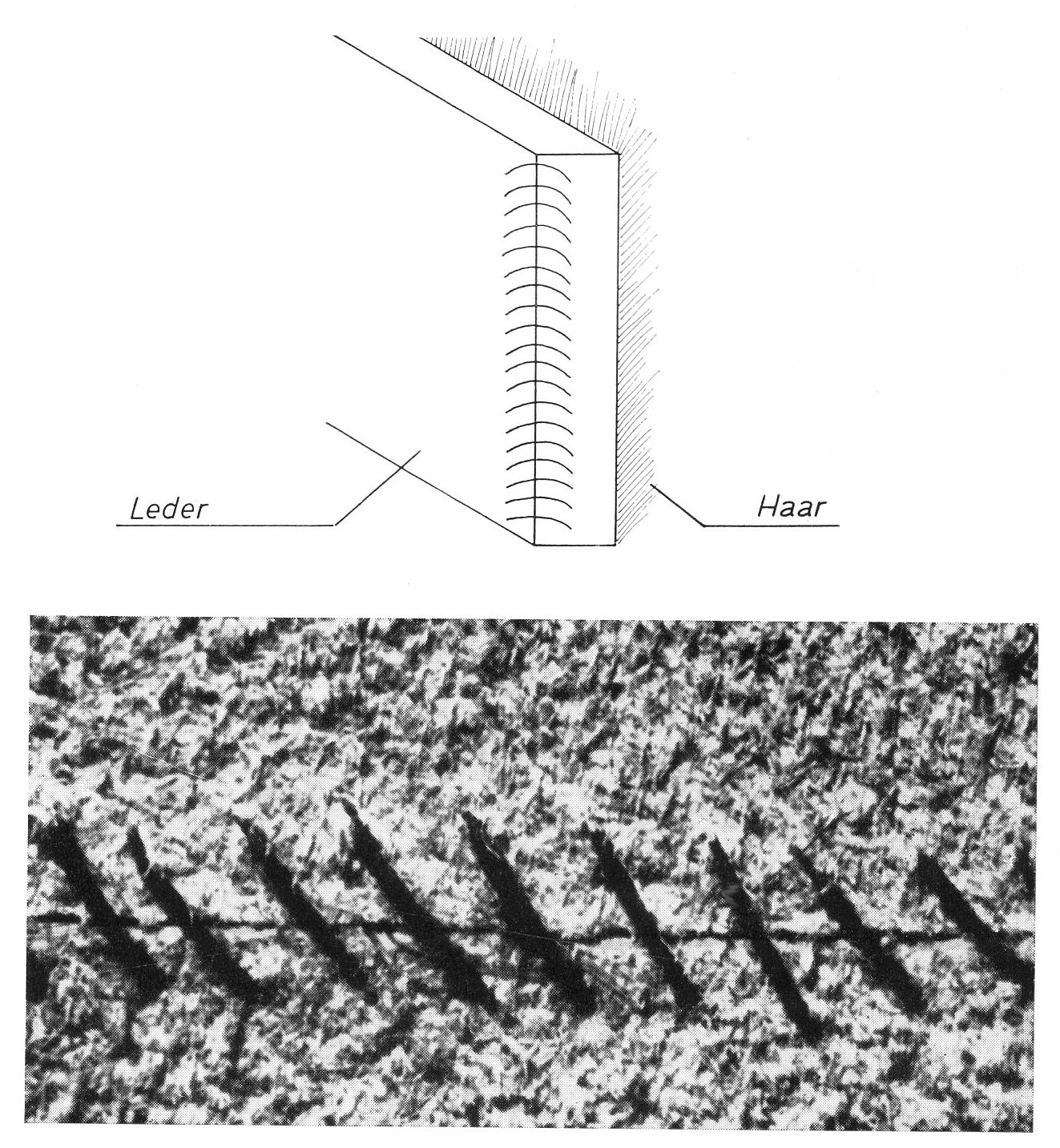
Auftrittsnaht
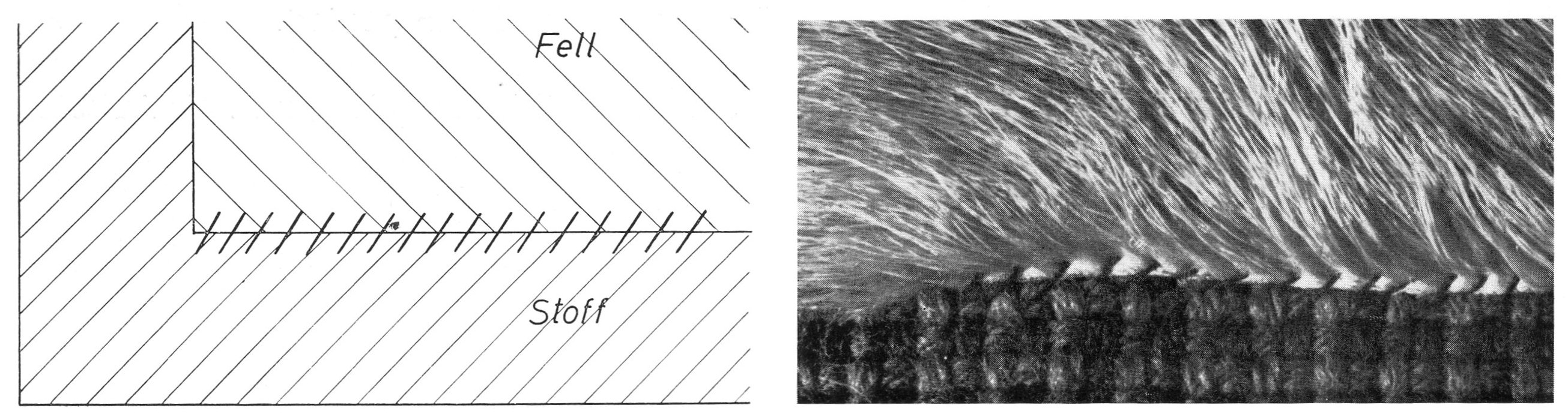
Vernadeln
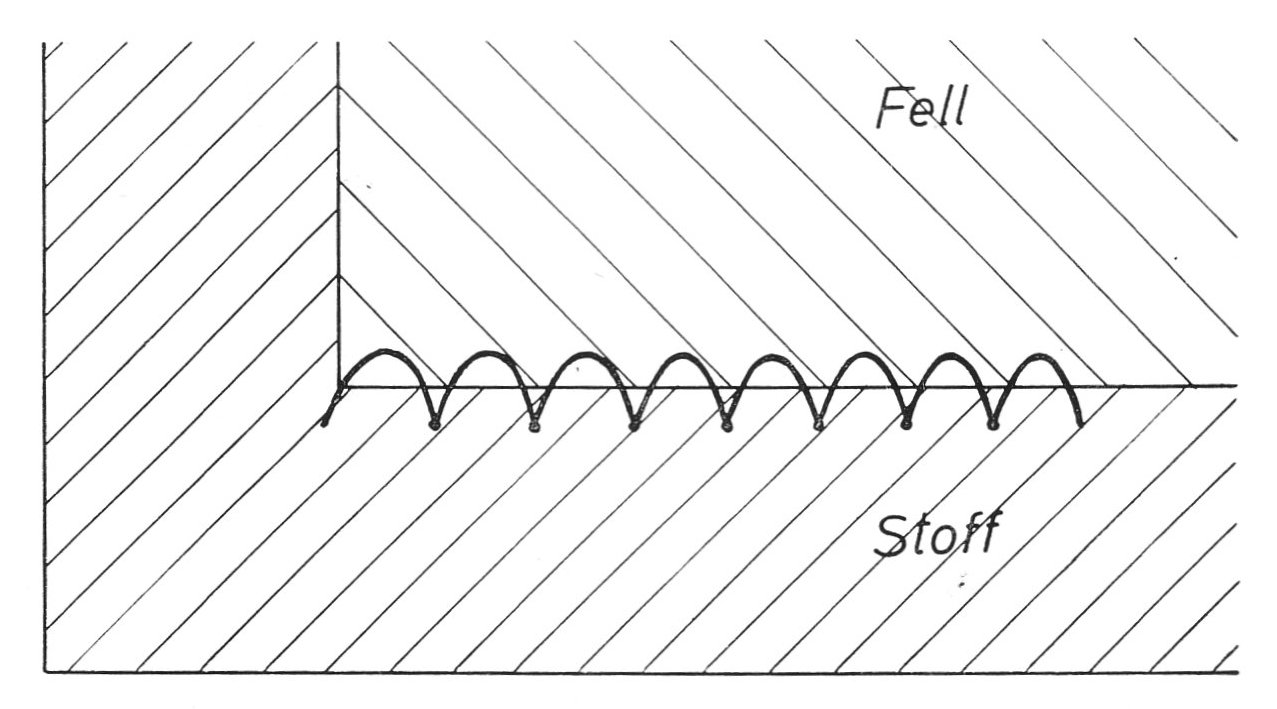
Anschlagsnaht
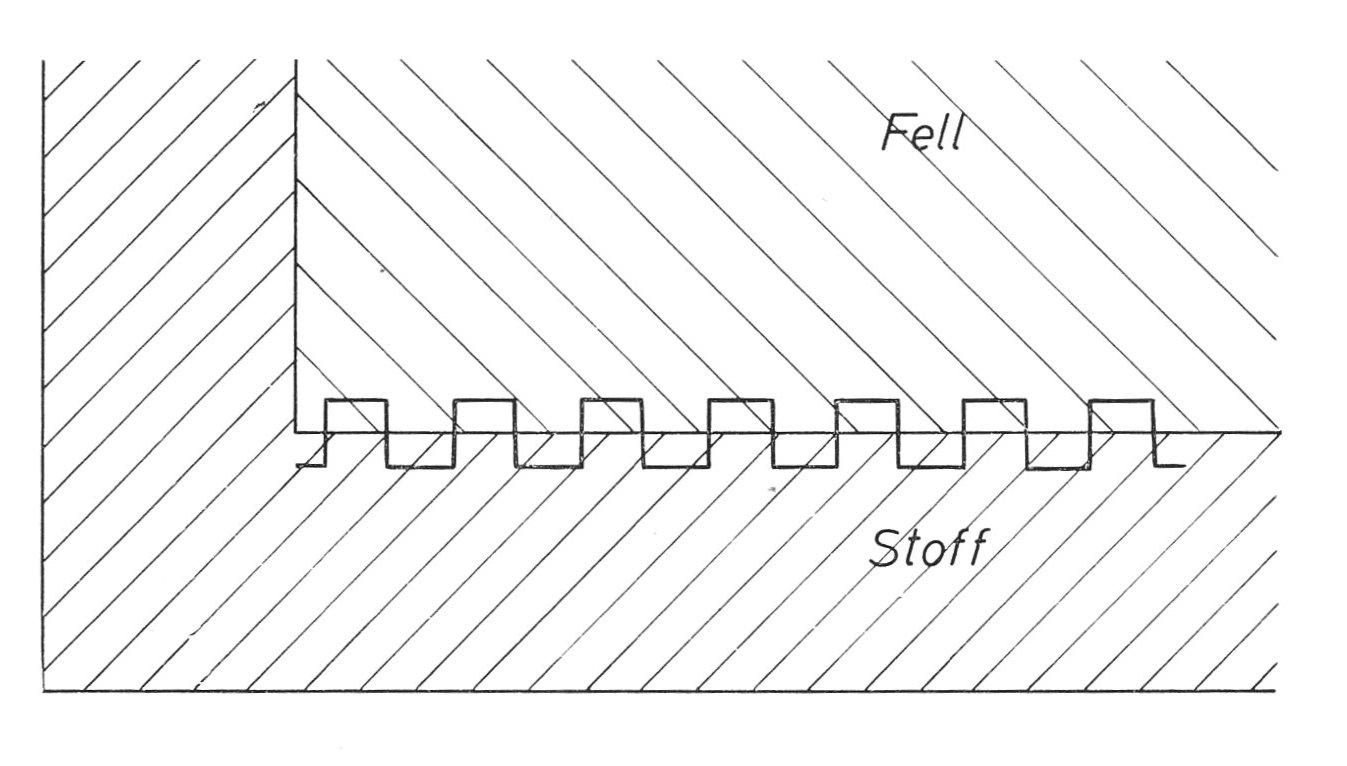
Verzugsnaht
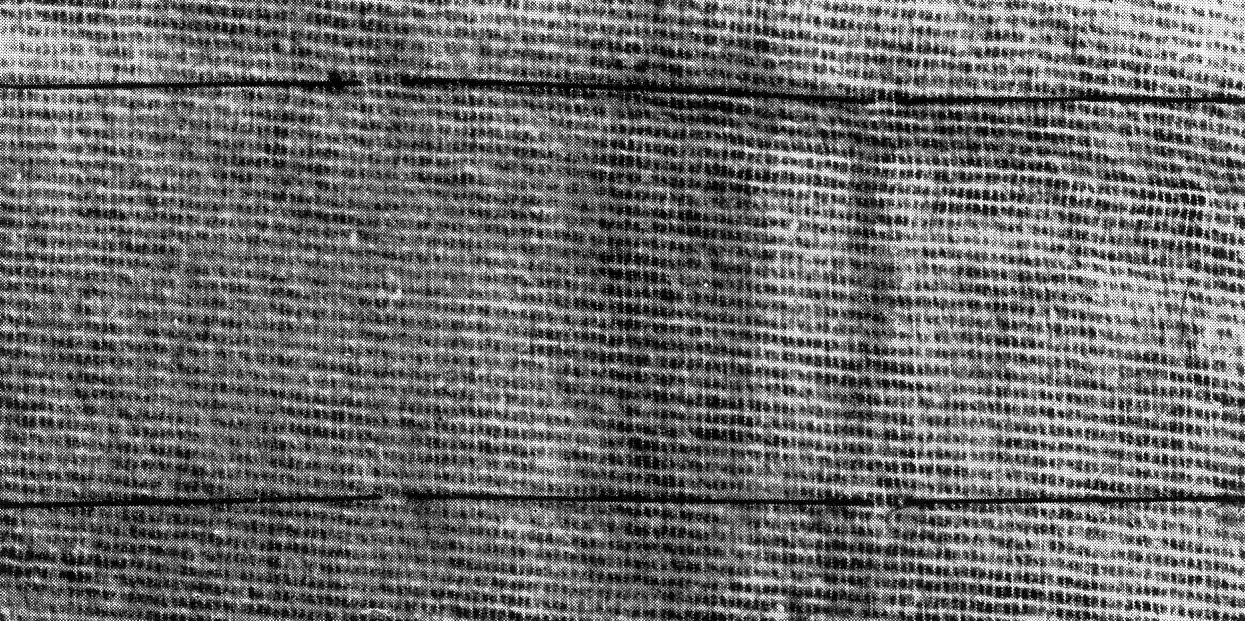
Heftnaht
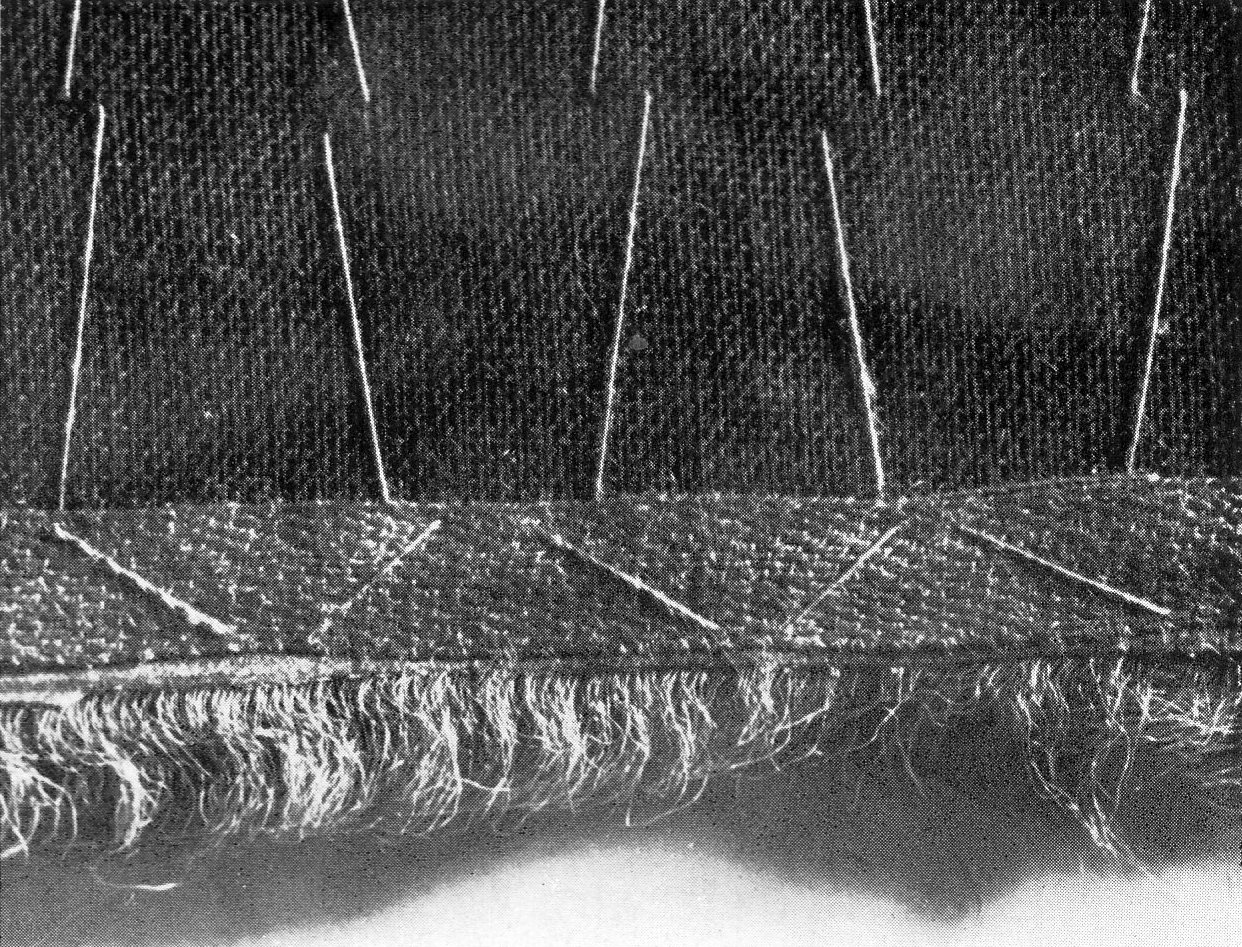
Pikiernaht und Bändeln
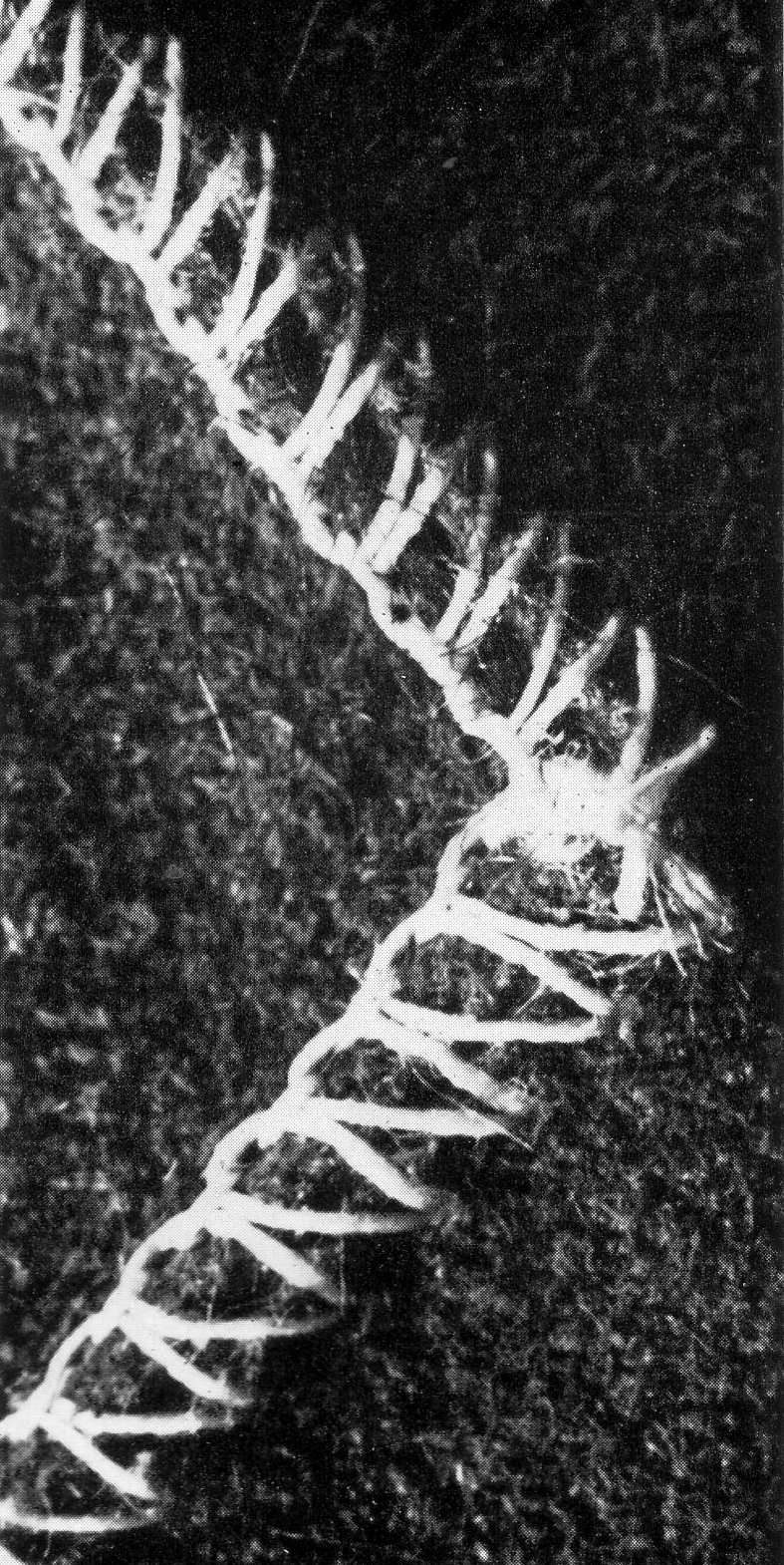
Pelznähmaschinen-Naht